# 深云控制中心

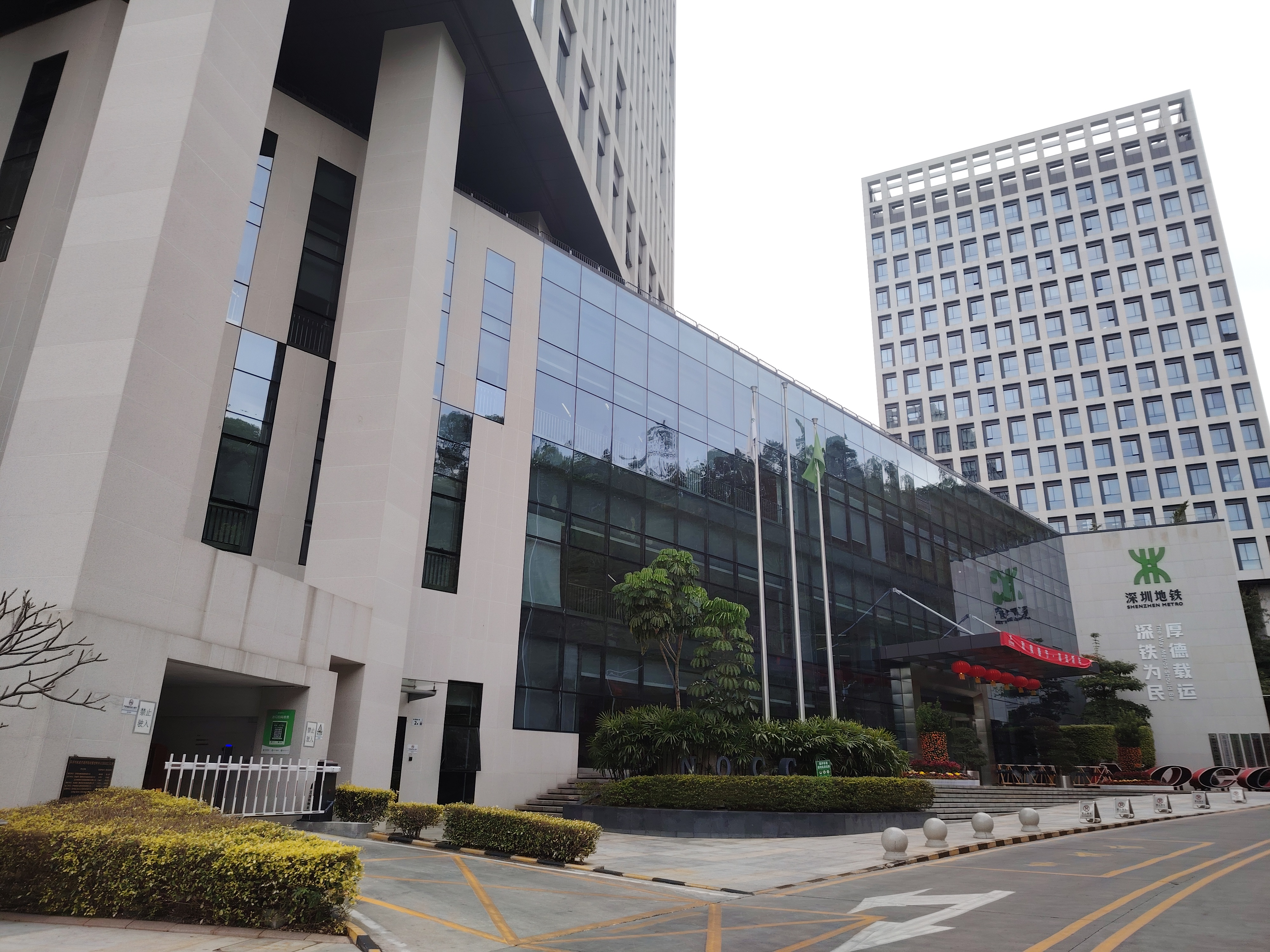
深云控制中心

深圳地鐵三期線路的運營控制中心（NOCC）位于深云车辆段范围内，是深圳地铁三期工程的重要組成部分。現時全網線路將納入NOCC運行管理，配合未來承擔深圳市所有軌道交通的運營指揮工作，是深圳軌道交通運營的「大腦中樞」。NOCC是三期工程的重要組成部分，位於深圳地鐵7號線深雲車輛段西南側，主要包含軌道交通規劃後續線路及現已開通運營線路的運行控制中心、網絡運營管理中心、線網AFC系統的清分清算中心，以及線網服務中心相關配套設施，所以有「深圳地鐵運營大腦」之稱。

## 控制中心的面積

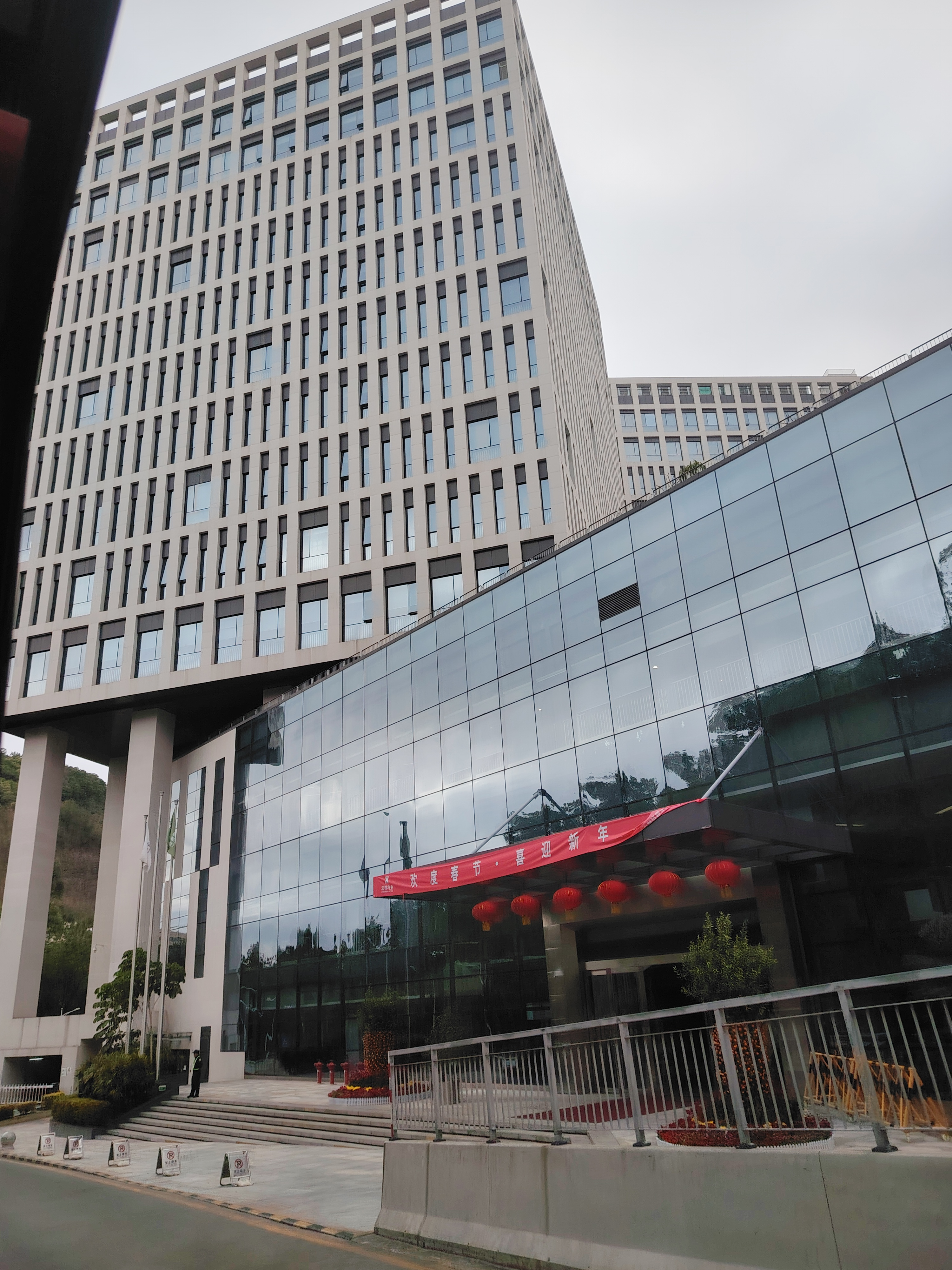
深云控制中心

深云控制中心（NOCC）總用地面積15,785平方米，建築基底佔地面積10,237平方米，總建築面積約116,375.1平方米，地上16層，地下三層，建築高度78.9米。

## 特別之處
NOCC具備軌道交通線網各線路信息採集功能、各線路信息分析功能，建立各線路信息的整合平台，構建軌道交通線網一體化應用的服務平台，將進行軌道交通的線路的運營指揮、資源共享協調、應急事件處置協調、信息管理和應用、網絡對外協調等五大功能於一身，將承擔深圳市所有軌道交通的運營指揮工作，是深圳軌道交通運營的「大腦中樞」。

## 未來
NOCC目前已成為軌道交通三期的運營指揮中心。將來，包括運營中的的線路以及遠期規劃線路(12-20號線)等的全部深圳軌道交通線路將全部納入NOCC進行統一運營管理。這就意味着，NOCC網絡運營控制中心將成為深圳地鐵全網運營的「新大腦」。